# Eppingen
Eppingen (MAF: /ˈɛpɪŋən/, posłuchajⓘ) – miasto w Niemczech, w kraju związkowym Badenia-Wirtembergia, w rejencji Stuttgart, w regionie Heilbronn-Franken, w powiecie Heilbronn, siedziba wspólnoty administracyjnej Eppingen. Leży nad rzeką Elsenz, ok. 20 km na zachód od Heilbronn, przy drodze krajowej B293 i linii kolejowej Heilbronn–Bruchsal.

## Galeria

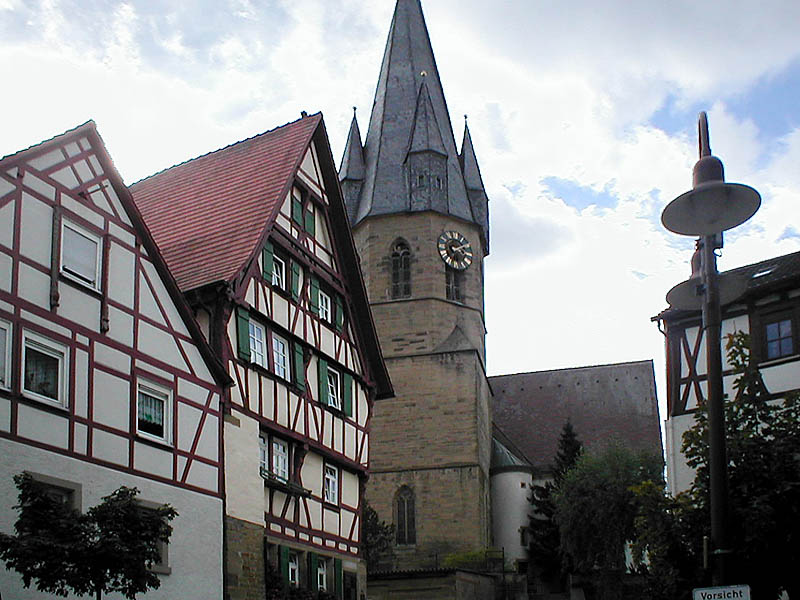
Kościół katolicki
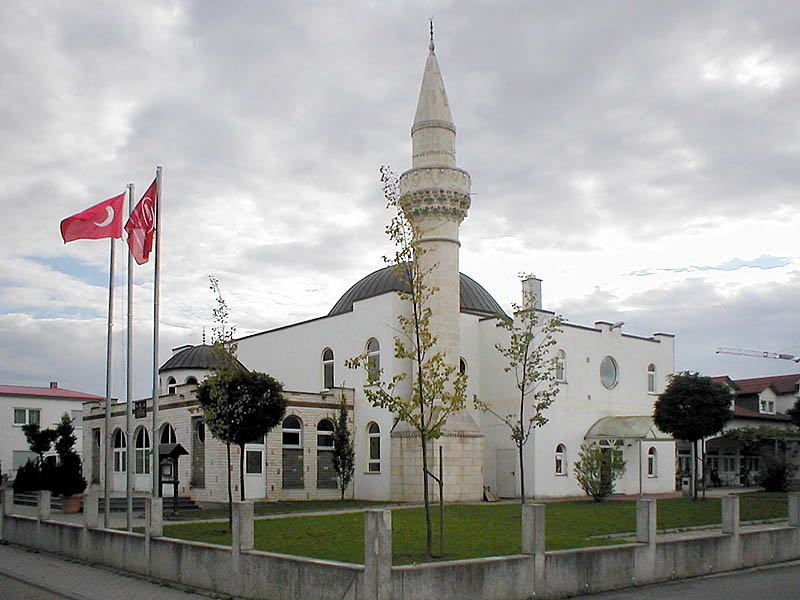
Meczet
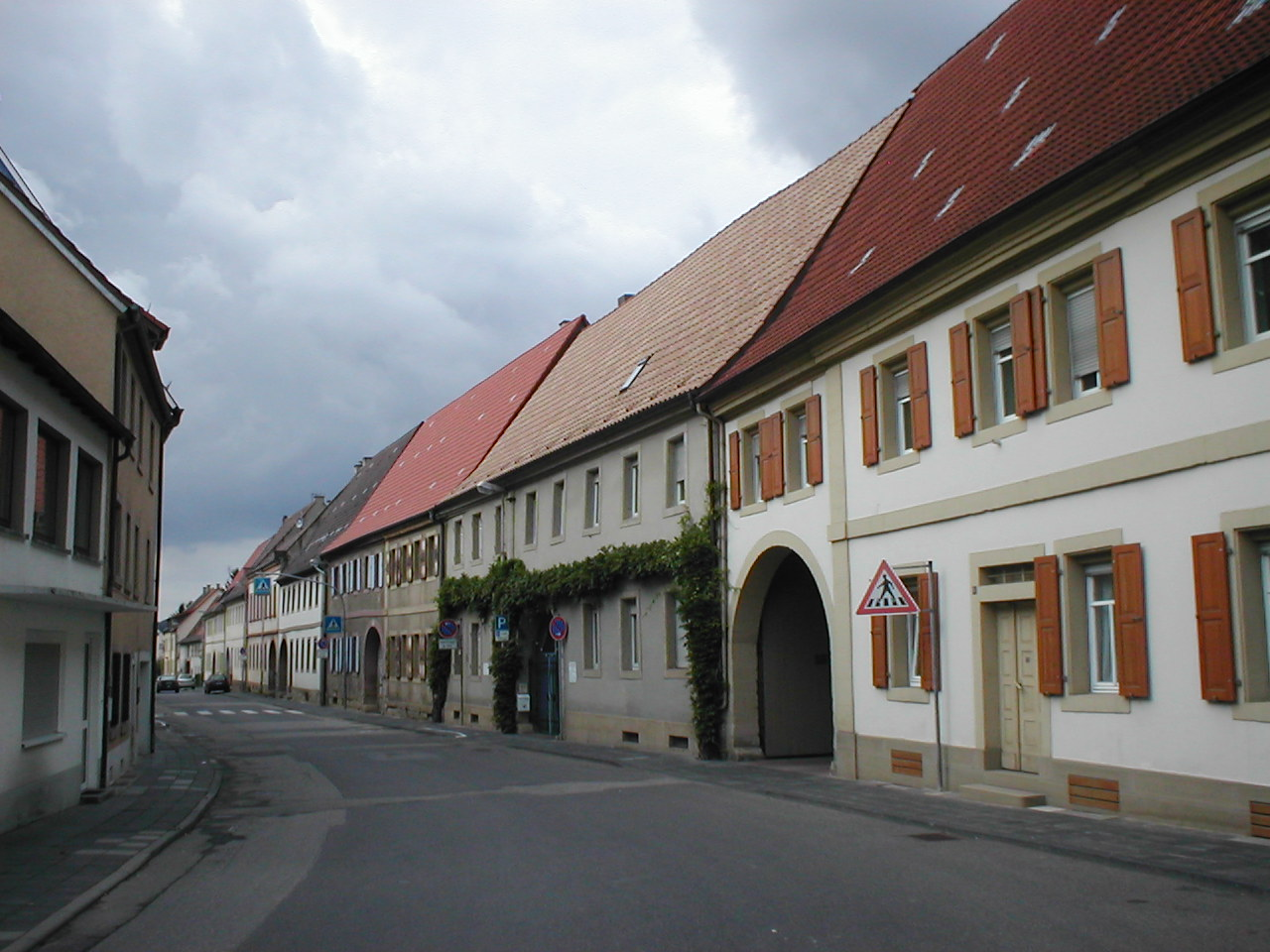
Dwór